# 요한 빌헬름 랑겔
요한 빌헬름 "유카" 랑겔(핀란드어: Johan Wilhelm "Jukka" Rangell: 1894년 10월 25일 – 1982년 3월 12일)은 핀란드의 정치인이다. 1941년에서 1943년 사이 핀란드의 총리를 역임했다. 법학과 출신으로 리스토 뤼티 대통령과 2차대전 이전부터 알던 사이였다. 핀란드 은행 은행장으로 첫 경력을 시작했다. 1940년 하계 올림픽 개최지를 헬싱키로 유치하는 데 중요 역할을 하기도 했다.